# Royal Society of Portrait Painters

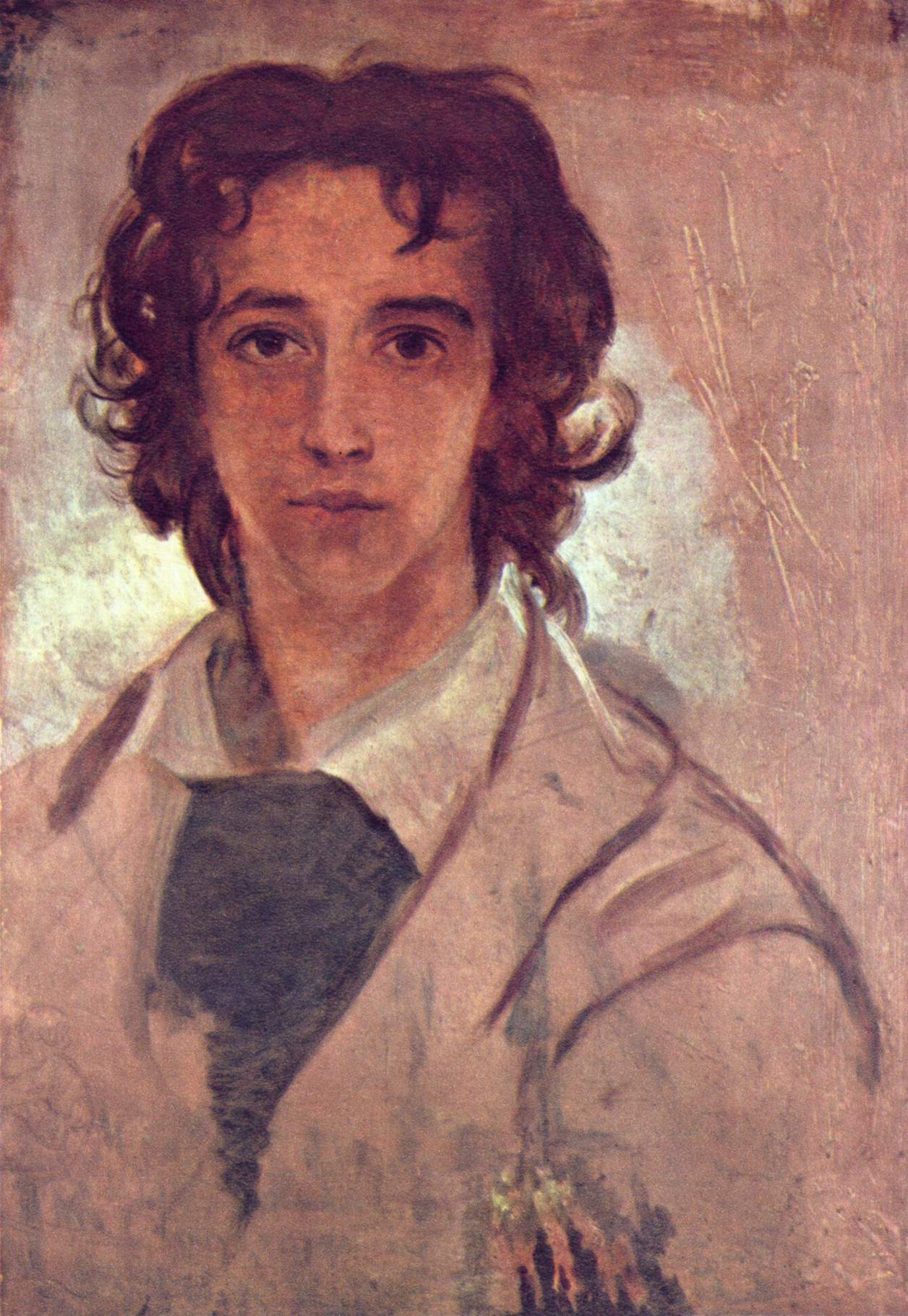
George Frederick Watts

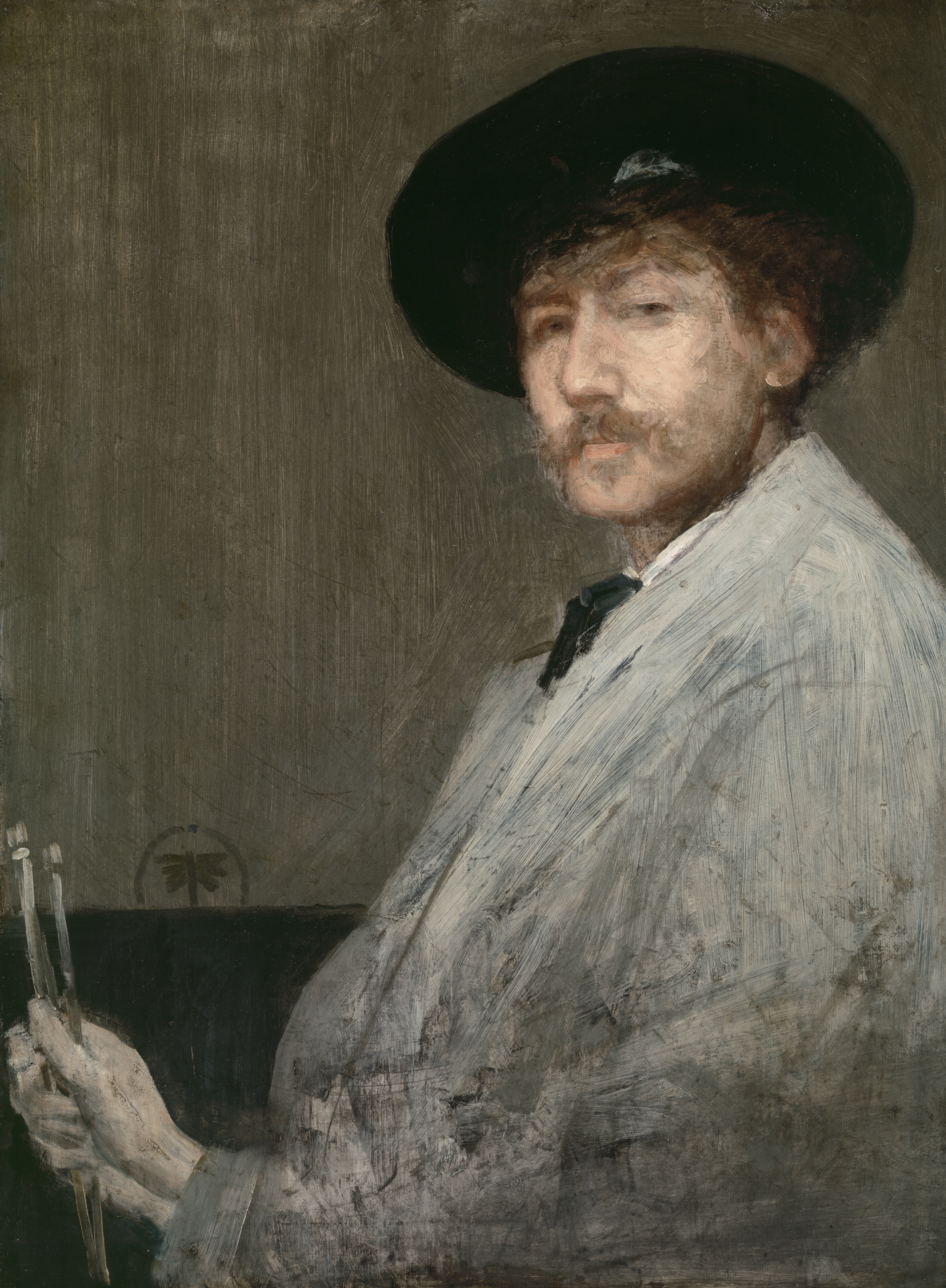
James McNeill Whistler

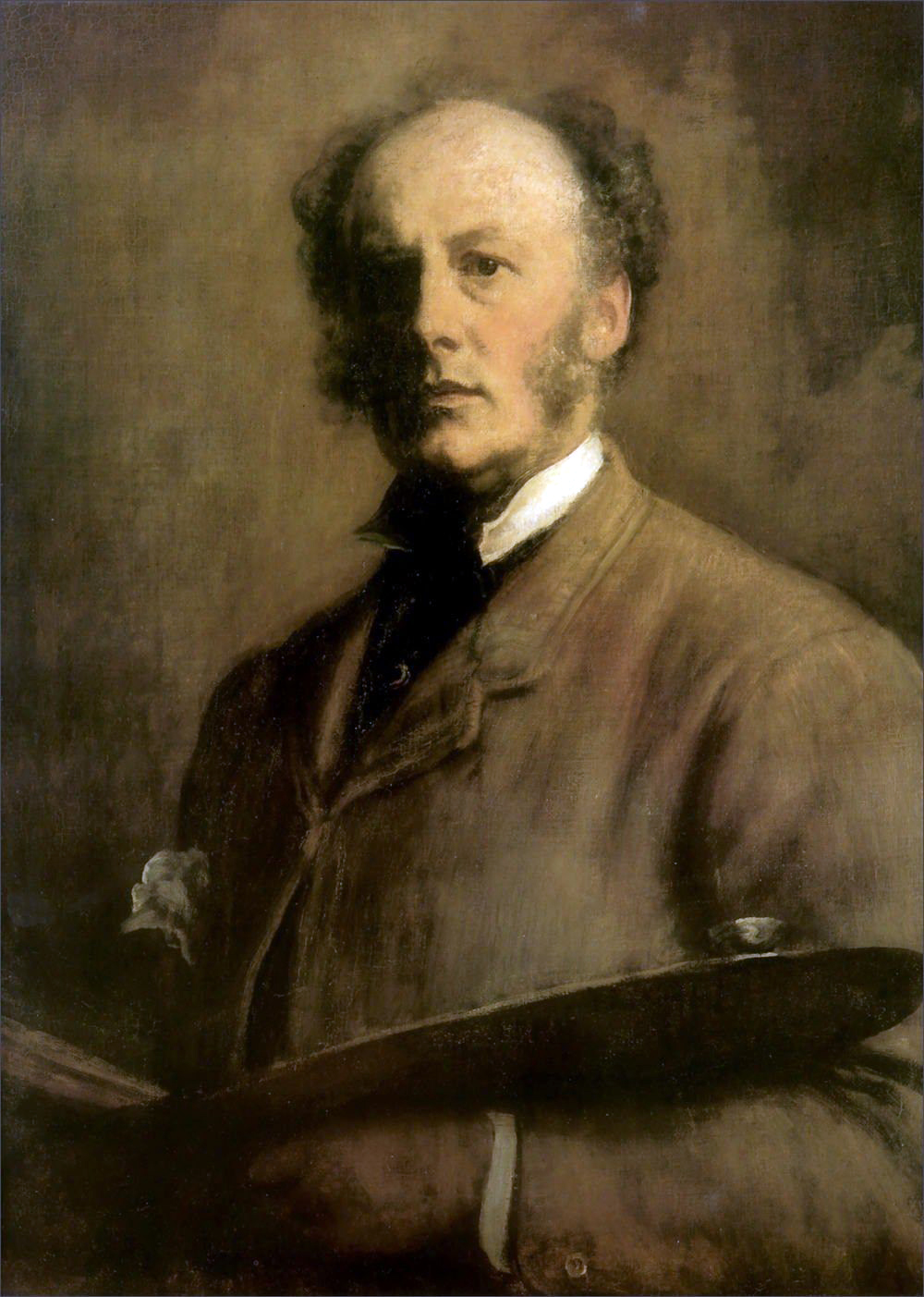
John Everett Millais

Die Royal Society of Portrait Painters (RP) ist eine britische Künstlervereinigung von Porträtmalern und gehört der Federation of British Artists (FBA) an. Die Gesellschaft hat ihren Sitz in den Mall Galleries in London, wo auch die anderen Mitglieder der Federation of British Artists untergebracht sind.

## Geschichte
Die Gesellschaft wurde als Society of Portrait Painters im Jahre 1891 von 24 Künstlern – unter ihnen der Maler John Collier – gegründet, die frustriert waren von der Royal Academy of Arts, die hinsichtlich der Mitgliedschaft eine elitären Haltung einnahm und ihre eigenen Künstler bevorzugte. Um sicherzustellen, dass die Gesellschaft eine wichtige Rolle in der Kunstwelt einnehmen wird, wählte man die bedeutendsten Porträtisten der Zeit – George Frederick Watts, James McNeill Whistler und John Everett Millais – zu Mitgliedern. Deren Werke waren dann auch auf der ersten Ausstellung 1891 zu sehen.
Die jährlichen Ausstellungen wurden an verschiedenen Orten abgehalten – während des Ersten Weltkriegs sogar in den Räumen der Royal Academy – und zogen die gesamte High Society der Zeit an. Namhafte Porträtmaler wie Hubert von Herkomer, William Nicholson, Augustus John und Laura Knight wurden wiederholt in Ausstellungen berufen. James Jebusa Shannon, der dritte Präsident der Society, konnte zum 20. Jahrestag 1911 bei einem Dinner anlässlich der Coronation Exhibition verkünden, dass König George V. der Gesellschaft die Royal Charter verliehen habe, so dass sie sich von nun an Royal Society of Portrait Painters nennen dürfe.
Auch wenn in neuerer Zeit das Porträt als Kunstform gelegentlich gering geschätzt wurde, konnte sich die Society der Aufmerksamkeit des Publikums sicher sein. Im Jahr 1984 übernahm Königin Elisabeth II. sogar die Schirmherrschaft über die Gesellschaft. In den späten 1980er Jahren wurde die Royal Society of Portrait Painters in eine eingetragene Handelsgesellschaft und in einen eingetragenen Wohltätigkeitsverein umgewandelt. Mit einer historischen Ausstellung der Werke ihrer Mitgliedern feierte die Gesellschaft im Jahr 1991 ihr 100-jähriges Jubiläum.

## Bekannte Künstler
- John Collier (1850–1934), Schriftsteller und Maler
- Arthur Stockdale Cope (1857–1940), Porträtmaler
- Heywood Hardy (1842–1933), Maler und Grafiker
- Hubert von Herkomer (1849–1914), deutsch-britischer Maler, Bildhauer, Regisseur, Filmemacher und Schriftsteller
- Augustus John (1878–1961), Maler
- William Logsdail (1859–1944), Maler
- Laura Knight (1877–1970), Malerin
- Arthur Melville (1855–1904), schottischer Maler
- John Everett Millais (1829–1896), Maler
- William Nicholson (1872–1949), Maler, Grafiker, Illustrator und Autor von Kinderbüchern
- Alexander Roche (1863–1921), schottischer Maler
- John Singer Sargent (1856–1925), US-amerikanischer Porträt-Maler
- James Jebusa Shannon (1862–1923), anglo-amerikanischer Maler
- Simeon Solomon (1840–1905), Maler
- William Strang (1859–1921), schottischer Maler und Grafiker
- Leslie Ward (1851–1922), Karikaturist und Maler
- George Frederic Watts (1817–1904), Maler und Bildhauer
- James McNeill Whistler (1834–1903), US-amerikanischer Maler